# Ctenolophonaceae
Ctenolophon es el único género de la familia Ctenolophonaceae. Es nativo del oeste de África y Malasia.  Comprende 4 especies descritas y de estas, solo 2 aceptadas.

## Taxonomía
El género fue descrito por Daniel Oliver y publicado en Trans. Linn. Soc. London 28: 516. 1873.

## Especies aceptadas
A continuación se brinda un listado de las especies del género Ctenolophonaceae aceptadas hasta enero de 2014, ordenadas alfabéticamente. Para cada una se indica el nombre binomial seguido del autor, abreviado según las convenciones y usos.
- Ctenolophon englerianus Mildbr.
- Ctenolophon parvifolius Oliv.